# 𰻞𰻞麵

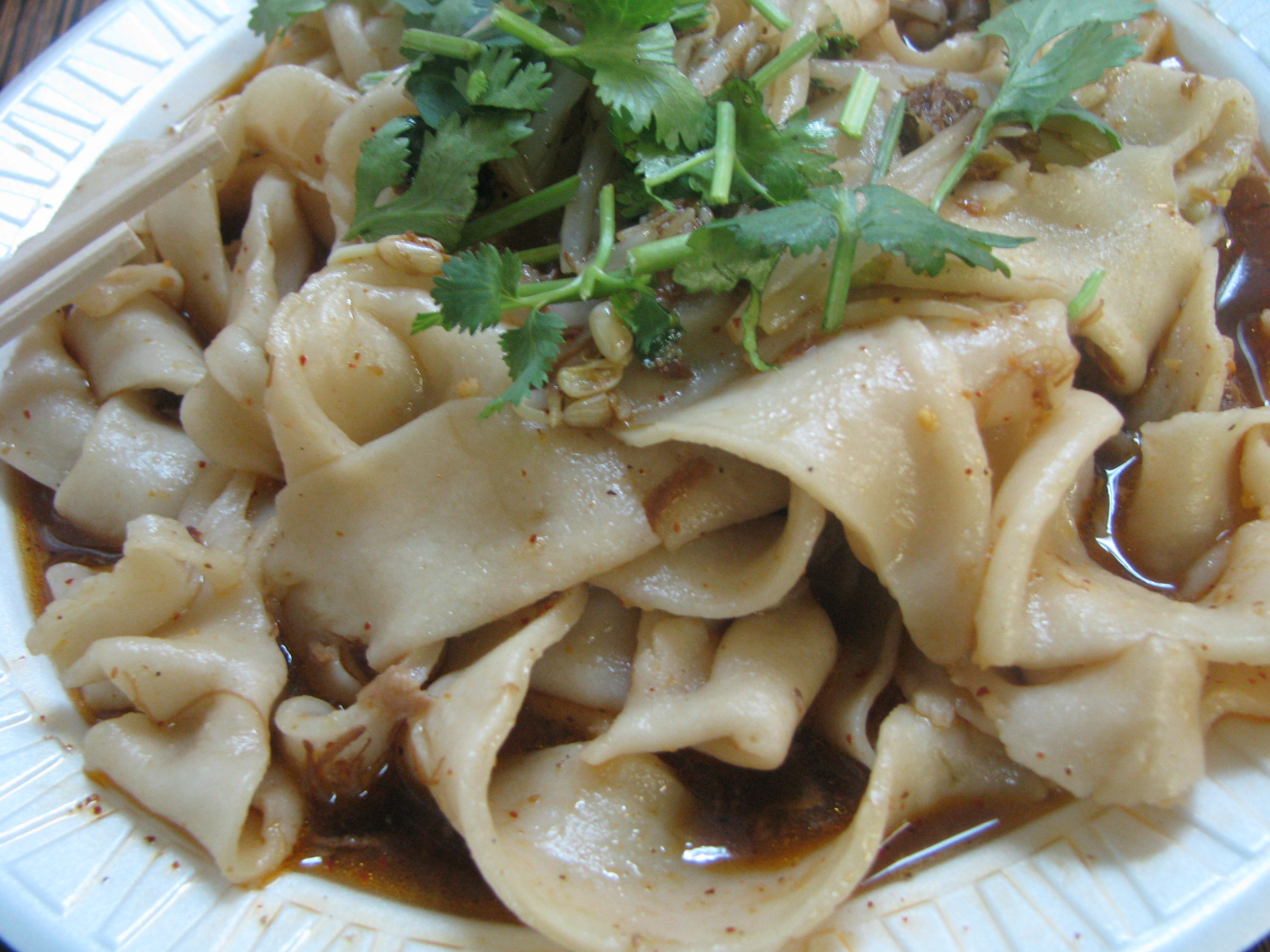
𰻞𰻞麵

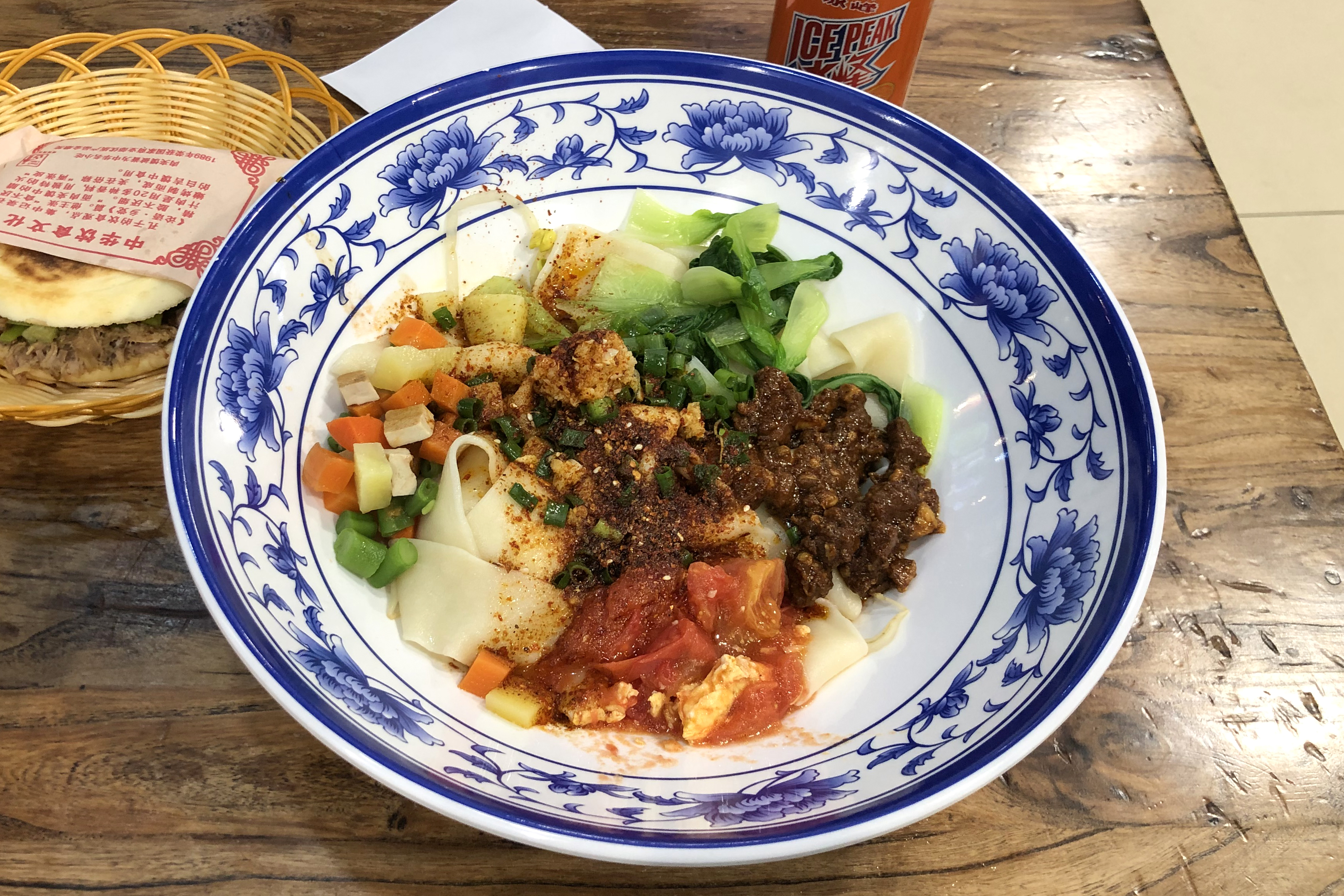
以西红柿鸡蛋、油泼辣子、肉臊子为浇头的三合一𰻞𰻞面

𰻞𰻞麵（陕西方言国际音标：[piaŋ24piaŋ24-31miã55]）或油潑扯麵，是流行于中國陕西关中地区的一种知名传统风味面食，属于扯面，通过揉、抻、甩、扯等步骤制作，面宽而厚，犹如“裤腰带”，口感劲道，食用前加入各色臊子或油泼辣子。位居关中十大怪之首“扯面像裤带”。“𰻞”字有多种写法，難以输入电脑，常被代替写为拼音（biáng），亦称“𰻞𰻞儿面”、「biángbiáng面」或「彪彪面」、「餅餅麵」、「冰冰面」、「比昂比昂麵」、「邊邊麵」。

## 读音与字型

### 读音来源

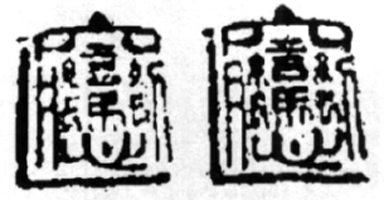
字拓片，小篆体，年代不详。其写法右侧为“刂”，内含“糸”，“穴”下无“工”或“九”，“心”位于“月”与“刂”之内。

关于“𰻞”一字的读音来源说法较多，民间多流传为拟声。
有多種说法：
- “饼”字一些地方旳白讀音，秦腔剧作家范紫东、语言学家郭芹纳等人认为该字来源于古文献中经常出现的“饼”字，为“饼饼麵”的语音儿化音变。[2][3][4]
- 地方话里“扁扁”的讹音。在西北地区有的地方方言里，韵母“an／ㄢ”和“ang／ㄤ”会互相混淆。“扁扁”的读音会变成“biáng biáng”的声音。在传到他处的过程中，原义被遗忘，中间有人为了扩大销售，特意把它神秘化，创造新字来宣传“地方特色”。
- 拟声词，制作时擀制和拉扯过程中，面在案板上发出“biáng biáng”的声音。
- 拟声词，制作时将面下锅，面碰到锅沿，发出“biáng biáng”的声音。
- 拟声词，制作时将面下锅，面被扔到空中，落入滚烫的水中，发出“biáng biáng”的声音。
- 拟声词，制作时捞出面和调味搅拌过程中，发出“biáng biáng”的声音。
- 拟声词，吃面时，嘴巴嚼面，发出“biáng biáng”的声音。
- 拟声词，源于古代妇女洗衣服时用棒槌捶打衣服的声音，秦代原始制作𰻞𰻞面时，如同捶打衣服一样，用棒槌捶打面团，发出“biáng biáng”的声音[5]。

### 字型与歌谣

「𰻞」常见笔顺

“𰻞”字为书写最复杂、笔画最多的汉字之一，最常见字型为57画，另有写法多达70画。𰻞的笔画数：宀（3）八（2）馬（10）長（8）長（8）月（4）刂（2）言（7）ㄠ（3）ㄠ（3）心（4），辶旁旧字形（4），合计：58画。
𰻞𰻞面在陕西关中地区广泛流传，各地“𰻞”传统写法并非完全相同，衍生出十余种写法。各种写法笔画不一样，最少的56画，最多的有70画以上。
以「六書」理论而言，“𰻞”字属于会意造字（另見合文）。
此外，關中也有少数将其写为「奤」字，显然是会意面条宽大，而发音一致为“biáng”。
爲方便記住「𰻞」字，民間流傳着對應寫法的歌謠，歌謠基本解釋如下：
| 歌謠內容       | 含意                                                                                           |
| -------------- | ---------------------------------------------------------------------------------------------- |
| 一點飛上天     | 在最頂部寫一點（直點或頓點皆可）。                                                             |
| 黃河兩邊彎     | 點下加一個左右兩端曲下的「冖」，組成「宀部件」。                                               |
| 八字大張口     | 「宀部件」下寫上「八部件」。                                                                   |
| 言字往裏走     | 裏邊寫上「言部件」。                                                                           |
| 左一扭，右一扭 | 「言部件」左右各寫一個「紐絲旁」，即「幺部件」或「糸部件」。                                     |
| 左一長，右一長 | 其下的左右兩邊，各寫一個「長部件」。                                                           |
| 中間夾個馬大王 | 在兩個「長部件」之間寫上「馬部件」。                                                           |
| 心字底         | 下方寫上「心部件」。                                                                           |
| 月字旁         | 左邊寫上「月部件」或「肉月旁」。                                                               |
| 留個鈎搭掛麻糖 | 右邊加一個看起來像鈎子的部件，多爲「刂部件」或「戈部件」，也有形似訛變作「ㄘ、丁、寸、才」者。 |
| 推個車車逛咸陽 | 最後寫一個大的「辶部件」乘載上述各部件。                                                       |

然而，歌謠在各地流傳的版本也不盡相同。下表顯示了此字的一些字形及其歌謠。
| 字型                                             | 畫數 | 構字式         | 歌謠及說明 | 流傳區域               |
| ------------------------------------------------ | ---- | -------------- | --- | ---------------------- |
|                                                  | 58畫 |                | 一點飛上天，黃河兩邊彎，八字大張口，言字往裏走；左一彎，右一彎；左一長，右一長；中間夾個馬大王。月字旁，心字底，留個鈎搭掛麻糖，推個車車進咸陽。 - 採用部件：⻍（雙點，算作4画）、⺼（肉月部）、 | 各區域都較爲常見       |
|                                                  | 57畫 |                | 同上。是臺灣國字標準字體。 - 採用部件：⻎、⺼（肉月部）、 | 各區域都較爲常見       |
|                                                  | 57畫 |                | 同上。是中國內地新字形。 - 採用部件：⻌、月、 | 各區域都較爲常見       |
|                                                  | 42畫 |                | 同上。是上方字形的簡化字写法。「」無法類推簡化。「言」也不簡化作「」。 - 採用部件：⻌、月、 | 各區域都較爲常見       |
|                                                  | 64畫 |                | 同上。是漢字文化圈傳承字形，兼顧字義。 - 採用部件：⻍、⺼（肉月部）、䜌 | 各區域都較爲常見       |
|                                                  | 63畫 |                | 同上。是臺灣國字標準字體。 - 採用部件：⻎、⺼（肉月部）、䜌 | 各區域都較爲常見       |
|                                                  | 63畫 |                | 同上。是中國內地新字形写法。 - 採用部件：⻌、月、䜌 | 各區域都較爲常見       |
|                                                  | 35畫 |                | 同上。是上方字形的簡化字写法。 - 採用部件：⻌、月、（依《簡化字總表》簡化的「䜌」） | 各區域都較爲常見       |
|                                                  | 61画 |                | 一點上了天，黃河兩道彎，八字大張口，工字往裏走，你一扭，我一扭，中間夾個言簍簍，你也長，我也長，裏邊坐個馬大王，心字底，月字旁，留個鈎搭掛麻糖，推個車子遊咸陽。                                 | 較爲常見，西安等地常見 |
|                                                  | 61画 |                | 一點上了天，黃河兩道彎，八字大張口，工字往裏走，你一扭，我一扭，中間夾個言簍簍，你也長，我也長，裏邊坐個馬大王，心字底，月字旁，留個鈎搭掛麻糖，推個車子遊咸陽。                                 | 西安、蓝田县一帶最常見 |
|                                                  | 66画 |                | 一點飛上天，黃河兩道彎，八字大張口，言字往裏走；左一扭，右一扭；左一長，右一長；中間夾個馬大王。心襯底，月照光，留個鈎搭掛麻糖，推個車車逛咸陽。                                                 | 較爲常見               |
| ……黃河兩岸邊……心肚底，月肚旁，留下鈎搭兒掛衣裳…… | 66画 | 户县祖庵镇一帶 | |                        |
|                                                  | 62画 |                | 一點兒上了天，黃河兩道彎，八字大張口，言字往進走；你一扭，我一扭，一下扭咧六點兒六；你一長，我一長，當中兒夾個馬大王；心字底，月字幫，坐個車車兒逛咸陽。                                         | 户县最常見             |
|                                                  | 56画 |                | ……拿個鈎搭兒掛麻糖。 | 户县次常見             |
|                                                  | 64画 |                | 一點兒上了天，黃河兩大彎；八字大張口，你一扭，我一扭，言字往進走；你一長，我一長，中間夾個馬二郎，心肚底，月肚旁，揳個橛橛（小橛）掛衣裳，坐個車車兒遊咸陽。                                     | 户县西南部白廟一帶     |
|                                                  | 68画 |                | 高高山上兩個日，言字兩邊都有絲；……心肚底，月肚旁，坐個車車兒遊咸陽。 | 户县西南部白廟一帶     |
|                                                  | 66画 |                | 一點戳上天，黃河兩岸彎；八字大張口，九字往進走；你一絲，我一絲，當中加個言進士；你一長，我一長，當中加個馬二郎；心字底，月字幫，丟個鈎搭兒掛麻糖，坐個車車兒上咸陽。                             | 户县渭丰乡             |
|                                                  | 66画 |                | 一點戳上天，黃河兩岸彎；八字大張口，九字往進走；你一絲，我一絲，當中加個言進士；你一長，我一長，當中加個馬二郎；心字底，月字幫，丟個鈎搭兒掛麻糖，坐個車車兒上咸陽。                             | 户县渭丰乡             |
|                                                  | 67画 |                | 一點戳上天，黃河兩岸彎；八字大張口，九字往進走；你一絲，我一絲，當中加個言進士；你一長，我一長，當中加個馬二郎；心字底，月字幫，丟個鈎搭兒掛麻糖，坐個車車兒上咸陽。                             | 户县渭丰乡             |
|                                                  | 69画 |                | [ 10 ] | 西安、咸陽             |
|                                                  | 66画 |                | [ 10 ] | 西安、咸陽             |
|                                                  | 70画 |                | ……王字往進走…… | 涇陽一帶               |
|                                                  | 65画 |                | [ 3 ] | 關中東部白水一帶       |
|                                                  |      |                | 一點飛上天，河水流兩邊，八字大張口，言字往裏走，左扭扭，右扭扭，你家長，我家長，當中夾個馬大王，心襯底，月照光，留個勾搭掛麻糖，坐上車車逛咸陽。                                                 | 不詳                   |
|                                                  |      |                | 老哇一點飛上天，門口黃河兩道彎。中間八字大張口，口出一言往裏走，你在東邊扭一扭，我在西邊扭一扭。左長長，右長長，中間霸着馬大王。月旁心底留個鈎，擔掛麻糖走咸陽，坐個車車逛西安。                 | 不詳                   |
|                                                  |      |                | 一點上了天，黃河兩道灣，八字大張口，言字往進走，你一扭我一扭，你一長我一長，當中加個馬大王，心字底月字旁，掛個丁丁叫馬杠，坐着車車逛咸阳。                                                       | 不詳                   |
|                                                  |      |                | 寶蓋頭，八字腰，左防肉月右防刀，你一扭，我一扭，中間有言不開口，左綁長，右綁長，當中坐個馬大王，心在底，隨軍推車送軍糧，兵掃六國走四方，保得秦王坐咸陽。                                         | 不詳                   |

### 字型构造、歌谣来源
“𰻞”字型构造概括了此面的特性，体现了原料、调料、制作工艺、辛勤操作、食客感受等，展现了秦人心底宽广、有棱有角、大苦大乐的性格气质，映射了山川地理与人情冷暖，组成了陕西独具特色的饮食文化。
“𰻞”字中各部分可联系不同内容进行解释。

#### 做面过程构造字型
有说法称，“𰻞”字各部分表示了做面过程。
- “穴”字型，指搋面[註 7]，为一种和面方式，常用瓷盆。
- “言”字型，即“盐”，同音互训，指和面过程中需要用盐，盐是必不可少的调味品。[註 8]
- “九”字型（部分写法），即“久”，同音互训，指搋后的面需久放至少半天，成为“渥面”。
- “幺”或“糸”字型，即“绞”，指搋后的面团需要反复揉捏，才能筋道。
- “工”字型（部分写法），指“工夫”或“功夫”，指制作过程中所花费工夫。
- “马”字型，代指“一马平川”，指面条十分宽，犹如裤带。
- “长”字型，指面条不仅宽，而且长。
- “月”字型，即“肉”，面中可放入肉进行调味。
- “刂”、“戈”、“寸”、“丁”等字型，指用菜刀剺，可特指关中地区的切面刀。
- “心”字型，指一心一意、专心致志。
- “辶”字型，即“噦”，即“车车儿”，古咸阳的一种常见车辆。

#### 秦人文化构造字型
陕西国际商贸学院教授傅功振称，“𰻞”字各部分表示了秦人文化元素。
- “穴”字型，指渭河流域的秦人，古代穴居。
- “言”字型，指“盐”，为百味之祖，秦人饮食重要调料。
- “糸”和“长”字型，体现秦人制作此面过程中的动作和品尝喜悦。
- “心”字型，体现秦人忠厚朴鲁、诚信热忱的性情。
- “月”字型，通“肉”，指驃悍的秦人喜爱食肉，秦人为“虎狼之师”。
- “马”和“戈”字型，体现秦人尚武精神。
- 歌谣中所谓“马大王”，指秦将白起战胜赵奢后裔“马服诸侯王”“坐车回咸阳”的故事。
- 歌谣中“咸阳”，突出秦地中心为咸阳。

#### 车夫形象构造歌谣
陕西民俗学会理事靳应禄称，“𰻞”字表示推独轮车卖面车夫的形象。户县大王镇康王村有老人说，“𰻞”字就产生于康王村一带，与过去的地轱辘车有关。
- “一点撩上天”，指卖面车夫的草帽。
- “留个钩搭挂麻糖”，指挂的麻糖。
- “东一扭，西一扭”，指推车走路时左右扭动以保持平衡。
- “左一长，右一长”，指车帮上搭着的长面袋子。
- “马”字和“穴”字，分别代表了男、女。
- 发音“Biáng”可形容饥饿时吃面，嘴中所发声音，同时暗指男女之事，将食色性聚集一体，体现百姓最淳朴的人生追求。

#### 其他说法
咸阳市有研究者认为𰻞字歌谣是秦始皇大军的“军歌”，借以展现虎狼之师的魄力。
也有说法认为，此歌谣为秦国招贤令，招揽六国贤士归秦。

### 造字传说与研究

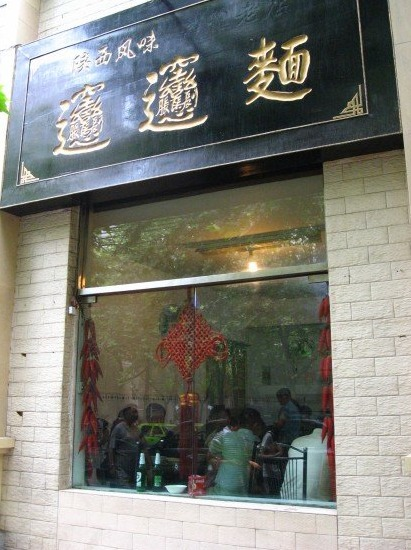
西安的一家卖𰻞𰻞面的面馆
其𰻞字写法为：

关于“𰻞”一字的造字来源说法较多，民间传说多包含牵强附会。

#### 无名秀才造字传说
民间传说“𰻞”字为民间一无名秀才所造，时代不详。
传说一名穷困潦倒、饥肠辘辘的秀才赶往咸阳时路过一间面馆，听到其中传出 “biáng——biáng——” 的做面声音，吃了一碗色香味美的裤带一般宽的面条。
吃完却发现自己囊中羞涩无法付账，哀求店家讓他写字代替。他按照店家“biángbiáng面”的发音，感慨自己一路坎坷，一边歌道：“一点飞上天，黄河两边弯；八字大张口，言字往里走，左一扭，右一扭；西一长，东一长，中间加个马大王；心字底，月字旁，留个勾搭挂麻糖；推个车车走咸阳。”一边就写下了“𰻞”字。

#### 秦始皇造字传说
民间传说“𰻞”字为秦始皇所下令制造。
传说秦朝时咸阳街头常有老翁推车沿街叫卖𰻞𰻞面，常从渭河中舀水和面、煮面，碰到食客就使劲扯动面团，直到变成又长又宽的裤带面，扔入沸水煮熟、盛入老碗，加入调料、清油，十分筋道爽口。
居住咸阳的秦始皇日夜操劳国事，厌倦了山珍海味，没有食欲。一名宦官前往街上买了碗“𰻞𰻞面”送上，让秦始皇胃口大开。秦始皇问：“这是何物？竟比山珍海味还味美上口。”，宦官答：“𰻞𰻞面。”
秦始皇将其视为“御用”面食，不能让平民随意吃到，故御赐复杂字型，令百姓无法写出。
一说，有诗曰：“推車咸陽街頭轉，遇見官府老爺漢，稟告君王好禦膳，君王知曉要接見，端來一碗𰻞𰻞面” 秦始皇十分喜爱此面，高呼“保我大秦江山！”为鼓舞民心、号召保卫祖国，御笔写下此字。

#### 清初洪帮图符研究
流传于四川盆地的两个广为人知的复杂汉字和，其内部结构与“𰻞”字十分类似。类似结构的汉字流传于10多个省市，300多年来均有出现，却仅限民间相传，从无传统典籍收录。
重庆一带的字和四川一带的字，均念为“zuí”，即当地方言中的“贼”，意指强盗。为方便记忆也有歌谣对应，在当地乡村中人人均能背诵。
有观点认为，这些汉字与清初东南沿海地区刚刚兴起的洪帮图符十分类似，可能为洪帮隐语秘符，由于洪帮各派系从南至北扩展传播，而将该图符传播各地，尤其是四川盆地，演化为汉字。

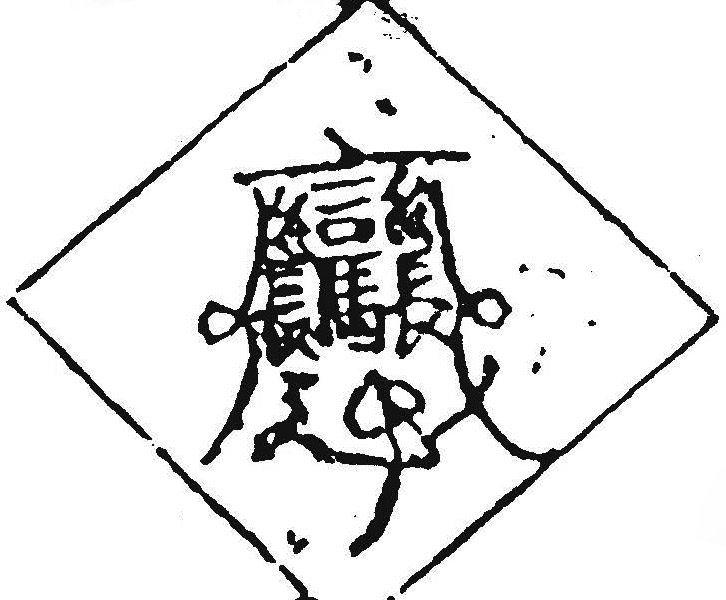
洪帮开香堂所挂图符

现存资料中显示，洪帮兴起初期，东南沿海一带的开香堂布置中有图符与四川盆地流行的和两字几乎完全相同。由于洪帮历来多有组装秘字作为隐语的传统，则可用拆字法解读该图符：

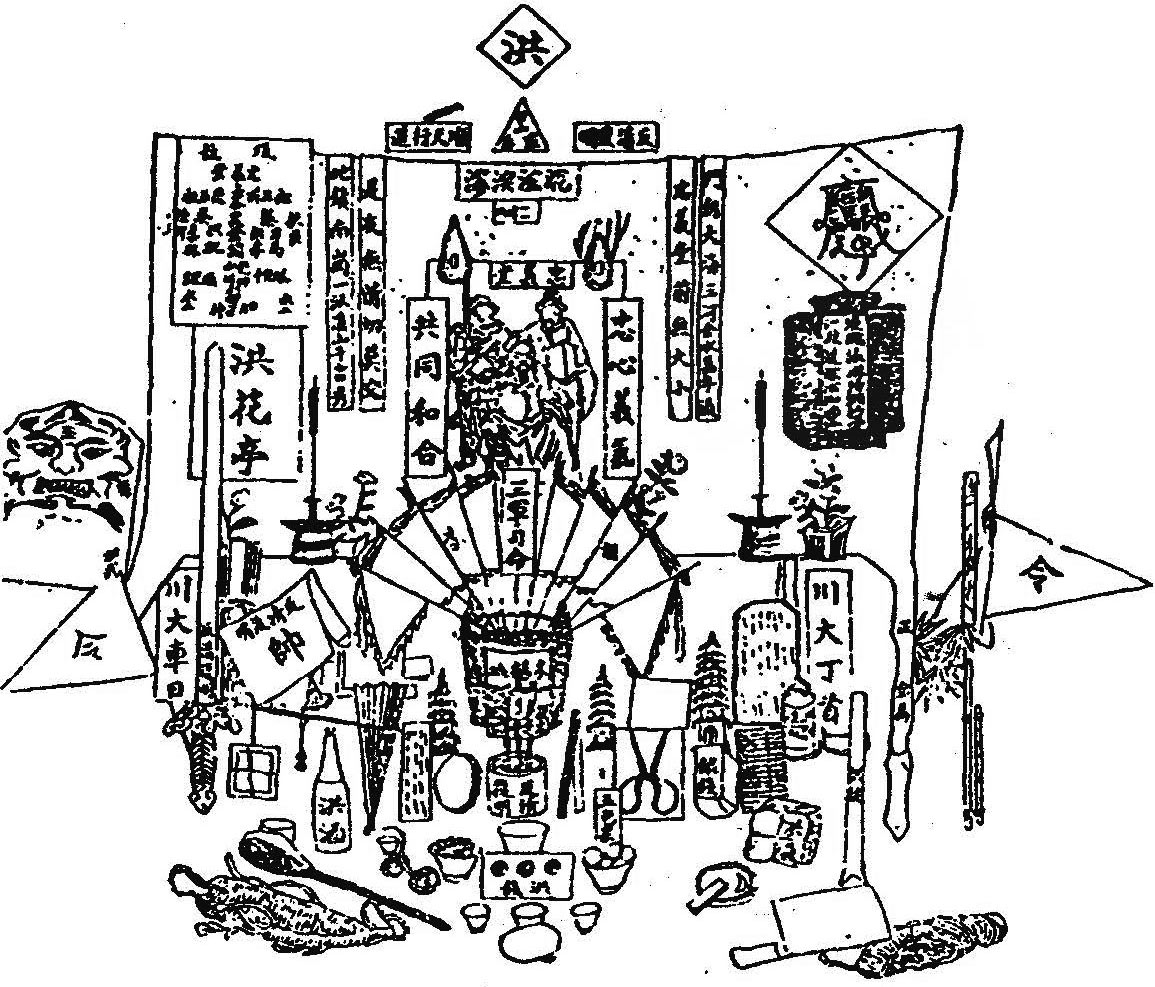
洪帮开香堂，其右上角挂有图符

- 上部“亠、二、口、糸、糸”与下部“心”（小篆体）构成了繁体的“戀”字，指“留恋”[註 13]。
- 左右两旁的“月”与“戈”（或“刂”）在图符中原为对称形状，如新月初升，指“月”[註 14]，省写代指“明（朝）”。
- 中部的“马”、“长”与下面的“辶”，隐含“一马当先”、“马行千里”、“长途跋涉”之类含义。

因此，图符中可能隐含“留恋大明，一马当先”之意。在传播过程中，可能缓慢发生变化，最终演化成为当地民间字符，传播越远，其字型变化可能越大。可以看出，四川盆地的和两字省略了“辶”，而陕西的“𰻞”字增加了“穴”字头。
有趣的是，這個字流傳到潮州話地區時，被當地民眾認爲跟「戀愛」的「戀」字同義，不過讀音不同，在江夏懋亭氏編著的《彙集雅俗通十五音全本》中，收入潮州話「雞」部（oi）、「時」母（s）、陰入調，讀音爲「soih4」，與當地話「𩐅椅腳」、「𩐅齒縫」的「𩐅」字同音。根據《潮汕十八音字典普通話對照》，此字與「戀」字是同義不同字、不同音，各部件皆能解釋戀愛的狀態：「言」談，是戀愛的中心；「絲」是「纏綿」二字的偏旁；「日」、「月」與兩個「長」代表時時刻刻、長長久久；戰「馬」與「干戈」反映三角戀與情敵爭持的情況。當地人認爲此字形將戀愛描述得錯綜複雜、淋漓盡致。
對比四川盆地一帶的「zuí」字，以及洪幫開香堂嘅圖符，此「soih4」字亦十分相似，只是多了「日」和「干」兩部件。如果洪幫圖符中嘅「月」是「明朝」（大明）的「明」字嘅省寫，「soih4」的寫法就是「日」與「月」齊現。而「干」和「戈」皆是武器。可以相信此「soih4」字的字形，也是同一來源。

### 辞书收录
- 传统辞书《说文解字》、《康熙字典》、《字汇》、《汉语大字典》、《中华字海》[註 15]等中，均未收录此字。
- 截至民国年间的各地传统方志中，较少涉及民间小吃，尚未发现有关面的记载。[註 16]
- 《都市方言辞典（陕西卷）》[21]收录此词条，并详细介绍了相关饮食文化：

| 𰻞 [piaŋ24] | ①“𰻞𰻞儿面”的biáng。                      |
|             | ②指人死掉，含庆幸语气：狗日的这回才～了。 |
𰻞𰻞面 [piaŋ24piaŋ24-31miã55] 详见下边词条
𰻞𰻞儿面 [piaŋ24.piẽr miã55] 陕西最爱吃的面食之一……

### 电脑输入与显示

#### 在Unicode中收錄
早在2006年，井作恒（John Jenkins）跟康立论（Lee Collins）電郵討論後，提交了字，比現行字形缺少了一個「心部件」。然而，該字被提交到IRG後，Marnen Laibow-Koser指出井作恒給出構字式（IDS序列）爲「⿺辶⿱穴⿰月⿰⿲⿱幺長⿱言馬⿱幺長刂」，其長度是18個碼位，於2007年被指出不符合當時《核心規約》中長度不能超過16的規定（後來的《核心規約》中刪去了這一限制）。2008年，TCA和日方認爲此提案的字「字形模糊」，應當釐清。2009年，此字轉移到中日韓統一表意文字擴展區E提案後，山本知（Yamamoto Satoshi）指出它缺少了「心部件」的問題，最終此字提案被移除。此字也曾被提至「急用漢字」區的討論裏，但被日方和韓方代表認爲並非急用，最後只能移至審議擴展區G收錄字的WS 2015中。
同時，范銘（Ming Fan）向Unicode提交「𰻞」字的收字申請。其後，在Unicode審議新字收錄的WS 2015中，此字的繁體代號爲UTC-00791，以胡勁濤、孫立新、史鹏飛等著的《都市方言辭典（陝西卷）》作爲證據；其類推簡化字則爲UTC-01312，用的證據爲施韵佳、梁贵红、崇蓉蓉等在《重庆科技学院学报（社会科学版）》發表的文章〈Biáng形纹样探究〉。遺憾的是，提交的字形與引用證據之間有差異，繁體的提交字形爲最常見的寫法「𰻞」，但引用證據中的寫法卻是缺少了「刂部件」而且「月部件」變大了的；簡體的提交字形爲「𰻝」，可是引用證據那篇文章中顯示的對應繁體是，「刂部件」變成了「戈部件」，兩個「幺部件」也變成「糸部件」。這些字形差異不但引起了討論，還引起過意料之外的衍生提案，比如日本的鈴木俊哉（Suzuki Toshiya）提出過「中日韓複雜表意字符（CJK Complex Ideographic Symbol）」的概念，以來兼容各種異體，無論棋盤紋部分為何，都統一為同一個字。甚至可容許像這樣的字。
最後，這個漢字在2020年3月10日更新的Unicode 13.0版本裏，獲收錄至中日韓統一表意文字擴展區G區塊中。繁體字的編碼爲U+30EDE 𰻞 ，類推簡化字的編碼爲U+30EDD 𰻝 。

#### 思源字体的表示

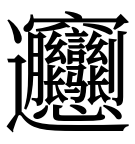
思源宋体收录的字体

2.000版起的思源宋体和思源黑体已收錄此字，但由於該版本於該字正式加入Unicode前發佈，未能對應碼位，只能通过OpenType组字的特性，使用表意文字描述序列将“⿺辶⿳穴⿰月⿰⿲⿱幺长⿱言马⿱幺长刂心”显示为“𰻝”。2.002版更新後字图已對應碼位，但组字特性也同时被移除。

## 饮食民俗

### 民间歌谣
有关中民谣称：
|  | 八百里秦川尘土飞扬 三千万老陕齐吼秦腔 调一老碗𰻞𰻞面喜气洋洋 没放油泼辣子嘟嘟囔囔 |

贾平凹取其含义说：
|  | 一老碗面，吼着秦腔，没辣子，嘟嘟囔囔 |

这展现了关中刚烈火辣的秦风秦味，以及他们对𰻞𰻞面和油泼辣子的热爱。
关中俗谚称：
|  | 打出的媳妇，揉出的面 |

意指过门媳妇需要打骂以使其听话，制作𰻞𰻞面需要反复揉压才能有筋道。
陕西民谣称：
|  | 吃面要吃𰻞𰻞子，听戏要听桄桄子 |

|  | 一碗面，一折戏，看了秦腔去种地 |

意指𰻞𰻞面和秦腔对百姓生活的重要性。

### 民间传说

#### 康熙皇帝相关传说
相传，清朝康熙皇帝假扮为商人巡查西北地区，路过陕西省临潼县鱼池村时，借住于一房姓人家中，房家用家常𰻞𰻞面招待。康熙十分喜欢此面，称赞不已，趁机询问其做法，房家人说：“红嘴绿叶玉石板，金色鱼儿浮水面，釜中两沸即成餐”，并详细交待了原料、配料和制作方法。康熙回京后命御膳房进行烹制，却制作失败，故诏令房氏进京为其做𰻞𰻞面。为表感谢，皇帝恩准鱼池村不必纳粮。此面也因此名震天下。

## 市场与文化推广

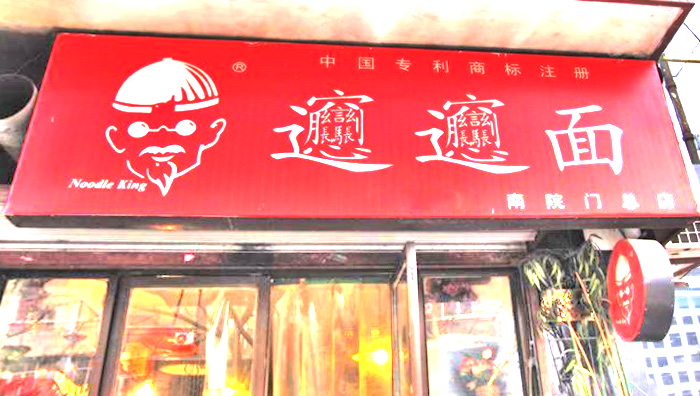
陝西省西安市南院门的𰻞𰻞面连锁总店“Noodle King”

𰻞𰻞面在关中地区传统上十分流行，也因其独特风味走向城市，陕西西安等地有众多𰻞𰻞面馆，北京等外地城市也有𰻞𰻞面馆售卖𰻞𰻞面。
近年来，一家名为“Noodle King”的𰻞𰻞面连锁店在西安以及其他城市开设众多分店，注册商标，将𰻞𰻞面品牌化运营。
2003年12月，西安眼镜山野人家的眼镜山野𰻞𰻞面被中国烹饪协会认定为第三届“中华名小吃”。
作为陕西面食的代表之一，加之独一无二的读音与字型，𰻞𰻞面包含有丰富而独特的民俗文化。2009年10月，西安市非物质文化遗产保护中心在𰻞𰻞面故乡的户县康王村组织了𰻞𰻞面“老碗会”，当地村民希望将此面制作技艺申报非物质文化遗产，还可打造专营𰻞𰻞面的餐饮旅游村。
2020年5月，日本7-Eleven在東京附近以限定商品的形式推出𰻞𰻞麵，引起話題。其後因為反應熱烈，7-Eleven於9月初再發售𰻞𰻞麵，其後更將發售範圍擴大至關東、東海及近畿各縣市。